# مارتن لين
مارتن لين (بالإنجليزية: Martin Lane)‏ (12 أبريل 1961 في المملكة المتحدة - ) هو لاعب كرة قدم بريطاني في مركز الظهير. لعب مع كوفنتري سيتي ومانشستر يونايتد ونادي ريكسهام ونادي والسول ونادي تشستر سيتي ونادي ووستر سيتي وHinckley Town F.C. ‏ وهنكلي يونايتد ‏ وشبشيد دينامو ‏.

## وصلات خارجية
- مارتن لين على موقع قاعدة بيانات كرة القدم.إي يو (الإنجليزية)